# Loddo (monte)
Loddo o Løddo es un cerro del municipio de Austevoll en la provincia de Hordaland, Noruega. Es el punto más alto del municipio de Austevoll y se ubica en la isla de Huftarøy. Está en la costa sudeste, a unos 2 km del poblado de Otterå.